# Loubès-Bernac

Loubès-Bernac este o comună în departamentul Lot-et-Garonne din sud-vestul Franței. În 2009 avea o populație de 385 de locuitori.

## Evoluția populației
| An        | 1975 | 1982 | 1990 | 1999 | 2006 | 2009 |
| --------- | ---- | ---- | ---- | ---- | ---- | ---- |
| Populație | 395  | 358  | 319  | 309  | 381  | 385  |